# Йота Южной Рыбы
Йота Южной Рыбы (Iota PsA, ι Piscis Austrini, ι PsA, 9 Южной Рыбы) — звезда в созвездии Южной Рыбы. Видимая звёздная величина +4.35 (видна невооружённым глазом). Находится на расстоянии 205 световых лет от Солнца.